# Giro de Italia 1923
La 11.ª edición del Giro de Italia se disputó entre el 23 de mayo y el 10 de junio de 1923, con un recorrido de 10 etapas y 3202 km, que el vencedor completó a una velocidad media de 25,895 km/h. La carrera comenzó y terminó en Milán.
Tomaron la salida 96 participantes, todos italianos, de los cuales 38 llegaron a la meta final. 
Costante Girardengo, con ocho triunfos de etapa, se adjudicó su segundo Giro por delante de Giovanni Brunero y Bartolomeo Aimo.

## Etapas
| Etapa      | Fecha     | Recorrido          | Distancia (km) | Ganador             | Líder               |
| ---------- | --------- | ------------------ | -------------- | ------------------- | ------------------- |
| 1.ª etapa  | 23 de may | Milán – Turín      | 328            | Costante Girardengo | Costante Girardengo |
| 2.ª etapa  | 25 de may | Turín – Génova     | 312,9          | Bartolomeo Aymo     | Bartolomeo Aymo     |
| 3.ª etapa  | 27 de may | Génova – Florencia | 265            | Costante Girardengo | Bartolomeo Aymo     |
| 4.ª etapa  | 29 de may | Florencia – Roma   | 288,7          | Costante Girardengo | Bartolomeo Aymo     |
| 5.ª etapa  | 31 de may | Roma – Nápoles     | 281,5          | Costante Girardengo | Bartolomeo Aymo     |
| 6.ª etapa  | 2 de jun  | Nápoles – Chieti   | 283,1          | Costante Girardengo | Costante Girardengo |
| 7.ª etapa  | 4 de jun  | Chieti – Bolonia   | 383            | Costante Girardengo | Costante Girardengo |
| 8.ª etapa  | 6 de jun  | Bolonia – Trieste  | 362,2          | Costante Girardengo | Costante Girardengo |
| 9.ª etapa  | 8 de jun  | Trieste – Mantua   | 357            | Alfredo Sivocci     | Costante Girardengo |
| 10.ª etapa | 10 de jun | Mantua – Milán     | 341,3          | Costante Girardengo | Costante Girardengo |
| Total      | Total     | Total              | 3202,7         |                     |                     |

## Clasificaciones
| Clasificación general |                      |               |                   |
| Ciclista              | Ciclista             | Equipo        | Tiempo            |
| --------------------- | -------------------- | ------------- | ----------------- |
| 1.º                   | Costante Girardengo  | Maino         | 122 h 28 min 17 s |
| 2.º                   | Giovanni Brunero     | Legnano       | + 37 s            |
| 3.º                   | Bartolomeo Aymo      | Atala         | + 10 min 25 s     |
| 4.º                   | Federico Gay         | Atala         | + 41 min 25 s     |
| 5.º                   | Ottavio Bottecchia   | Independiente | + 45 min 49 s     |
| 6.º                   | Giuseppe Enrici      | Legnano       | + 49 min 30 s     |
| 7.º                   | Michele Gordini      | Ganna         | + 52 min 15 s     |
| 8.º                   | Emilio Petiva        | Maino         | + 55 min 17 s     |
| 9.º                   | Giovanni Trentarossi | Berettini     | + 1 h 00 min 29 s |
| 10.º                  | Angelo Gremo         | Maino         | + 1 h 12 min 06 s |

### Clasificación por equipos
| Clasificación por equipos |         |        |
| Equipo                    | Equipo  | Tiempo |
| ------------------------- | ------- | ------ |
| 1.º                       | Legnano | -      |